# Франс Перар
Франс Перар (нід. Frans Peeraer, 15 лютого 1913, Антверпен, Бельгія — 28 березня 1988) — бельгійський футболіст, що грав на позиції півзахисника за клуби «Антверпен» та «Расінг» (Брюссель), а також національну збірну Бельгії.

## Клубна кар'єра
У футболі дебютував 1931 року виступами за команду «Антверпен», в якій провів шість сезонів, взявши участь у 90 матчах чемпіонату. 
1937 року перейшов до клубу «Расінг» (Брюссель), за який відіграв 7 сезонів. Завершив професійну кар'єру футболіста у 1944 році.

## Виступи за збірну
1934 року дебютував в офіційних матчах у складі національної збірної Бельгії. Протягом кар'єри у національній команді провів у її формі 3 матчі.
У складі збірної був учасником чемпіонату світу 1934 року в Італії, де зіграв в програному матчі збірної Німеччини (2-5).
Помер 28 березня 1988 року на 76-му році життя.